# Frode Løberg
Frode Løberg, né le 23 janvier 1963 à Steinkjer, est un biathlète norvégien.

## Biographie
Frode Løberg commence au niveau international lors de la saison 1986-1987. Dès sa deuxième année, il monte sur ses premiers podiums en relais dans la Coupe du monde et participe aux Jeux olympiques de Calgary.
Il continue sa progression jusqu'à monter sur son premier podium individuel en Coupe du monde en 1990-1991 à Ruhpolding, avant de gagner la médaille d'argent aux Championnats du monde sur la course par équipes. 
En 1992, il remporte sa seule épreuve de Coupe du monde à Oslo en Norvège, avant les Jeux olympiques d'Albertville, où il est cinquième du relais et huitième de l'individuel.

## Palmarès

### Jeux olympiques d'hiver
| Épreuve / Édition   | Individuel | Sprint | Relais |
| ------------------- | ---------- | ------ | ------ |
| JO 1988 Calgary     | 20e        | 14e    | 6e     |
| JO 1992 Albertville | 8e         | -      | 5e     |

### Championnats du monde
| Épreuve     | 1987 à Lake Placid | 1989 à Feistritz | 1990 à Oslo, Kontiolahti et Minsk | 1991 à Lahti | 1992 à Novossibirsk | 1993 à Borovets |
| ----------- | ------------------ | ---------------- | --------------------------------- | ------------ | ------------------- | --------------- |
| Individuel  | 21e                | 43e              | 43e                               | -            |                     | 66e             |
| Sprint      | 25e                | 28e              | 36e                               | -            |                     | -               |
| Relais      | -                  | -                | -                                 | 4e           |                     | 9e              |
| Par équipes |                    | 11e              | 6e                                | Argent       | Argent              | 12e             |

### Coupe du monde
- Meilleur classement général : 8e en 1989[1].
- 4 podiums individuels : 1 victoire, 1 deuxième place et 2 troisièmes places.
- 2 victoires en relais et 1 par équipes.

#### Détail des victoires
| Édition / Épreuve | Sprint       | Poursuite | Individuel | Mass start | Total |
| 1991-1992         | Holmenkollen |           |            |            | 1     |
| Total             | 1            | 0         | 0          | 0          | 1     |